# دانیل مکفادین
دانیل مکفادین (به انگلیسی: Daniel McFadden)
اقتصاددان آمریکایی است که در سال ۲۰۰۰ موفق به دریافت جایزه نوبل اقتصاد شد.